# Floscopa beirensis
Floscopa beirensis là một loài thực vật có hoa trong họ Commelinaceae. Loài này được Kuntze mô tả khoa học đầu tiên năm 1898.